# 戦場のレクイエム
『戦場のレクイエム』（せんじょうのレクイエム、原題：集結號）は2007年公開の中国映画。

## 概要
国共内戦中3大戦役の1つとされる淮海戦役を背景に、中国も参戦した朝鮮戦争のエピソードを織り交ぜながら、激戦で全滅した部下の名誉回復に奔走する1人の兵士の苦闘を描いた戦争悲劇。原作は中国の小説家・楊金遠（ヤン・ジンユエン）の短編『官司』（題名は「訴訟」の意、日本未訳）。
中国語原題の『集結号』は、集合を知らせる軍隊の信号ラッパを指し、劇中では「撤退命令」を意味する。
中国を代表するヒットメーカー・馮小剛 （フォン・シャオガン）監督の、前作『女帝 ［エンペラー］』に続くシリアス路線作品。初の戦争映画となった本作では、『ブラザーフッド』の特撮担当チームやハリウッドの視覚効果スタッフを招聘し大掛かりでリアルな戦場場面を再現した。
主役に撮影時無名に近い存在だった張涵予 （チャン・ハンユー）を大抜擢しメインキャストを若手俳優で固めた陣容も、従来の馮小剛作品とは異なる点である。

## ストーリー
1948年、国共内戦は終盤を迎えるなか、人民解放軍中原野戦軍第2師団第139連隊第3大隊第9中隊の中隊長である、谷子地 （グー・ズーティ）は、自分の部隊と共に中華民国国軍と連戦を重ねていた。しかしその中で谷は戦友である指導員を失い激昂、投降した国軍部隊長の処刑を命じてしまう。部下により処刑は回避されたものの、谷は営倉で謹慎を命じられる。谷は営倉で元教師の王金存（ワン・ジンツン）と知り合う。
謹慎期間が経過した後、第9中隊は懲罰として旧炭鉱沿いにある最前線を「集結号（集合ラッパ）が鳴るまで」死守せよとの命を劉 第139連隊長から受ける。谷は王を政治指導員代理として部隊に配属させるが、消耗した部隊の生き残りはわずか47名で兵の補充はなく、侵攻してくる敵は予想以上に多く苦戦を強いられる。激戦の中で三度に渡って戦車を含む敵を撃退するが、部隊も犠牲者が続出し全滅も時間の問題となった時、部下の一人が「集合ラッパの音を聞いた」と言って撤退を進言する。だが、戦闘中に耳をやられていた谷はそれを確信できず、王や他の部下にも聞いて回るが誰もはっきりとした答えを出せない。結局「ラッパは鳴らなかった」と判断して戦闘を続行するが、その結果部隊は壊滅し、谷のみが生き残る。
国軍の軍服を着て倒れていた谷は捕虜として野戦病院に収容される。自分の部隊が壊滅した経緯を説明するが、上級部隊は改編を繰り返しており、命令の存在はおろか身元の確認さえ出来なくなっていた。「ここに居場所はない」と言われた谷は、偶然野戦病院を訪れ補充を探していた砲兵部隊に「砲を扱ったことがある」と名乗り出て無理やり参加しようとするが、すぐに露見する。砲兵の副大隊長趙二斗（チャオ・アルドゥ）は一度は追い出そうとしたものの、その境遇に同情して部隊に同行することを許す。
国共内戦が終わり1951年、趙の砲兵部隊は朝鮮戦争に派遣される。谷は炊事兵兼伝令兵として部隊に同行していたが、作戦の弾着観測のため趙に同行して前線へと赴く。そこで趙は地雷を踏んでしまいその上運悪く米軍の戦車に遭遇するも、谷の機転と勇気によって窮地を脱し作戦を成功させる。しかしそれと引き換えに谷は片目の視力を失う。趙は命の恩人である谷の事を兄のように慕うようになる。
朝鮮戦争から生還した谷は、「自分は何故あの戦いで、集結号に従って部下を救わなかったのか？」と自責の念に苦しみながら原隊の最期の地へと向かっていた。その途中、偶然にも「失踪兵」と認定された夫を探していた王の妻・孫桂琴（スン・グイチン）と出会う。谷は桂琴を伴いかつての旧炭鉱を訪れるが、そこでは廃坑を埋め新しい鉱坑を開発していた。谷は戦死した「烈士」と死体が確認されない「失踪兵」との扱いの差に憤り、名誉回復のため2師団139連隊3大隊9中隊の部下の遺骨を捜そうと決意する。鉱山から出たヘルメットを無名戦士の墓に被せながら谷は呟く。「親から付けてもらった名前があったのに、なんで無名にならなきゃいけないんだ」と…。
朝鮮戦争の軍功でエリートとして昇進していた趙の元を訪れた谷は第9中隊の名誉回復のための助力を頼み、谷を慕う趙はそれを快諾する。やがて桂琴は趙と再婚し、谷は趙の部隊で働きながら名誉回復の手続きを待つが、同様の訴えは数多いらしく、上申書も放置され、やっと派遣された調査員は高圧的で、憤った彼は追い返してしまう。しかしやがて第139連隊の資料が見つかり、劉連隊長は朝鮮戦争で戦死していた事が判明する。谷は連隊長の護衛兵でラッパ手だった小梁子と連隊長の墓がある烈士霊園で再会するが、そこであの時ラッパは鳴っておらず、第9中隊は連隊主力の撤退を成功させるための捨て駒にされたことを知る。激昂し墓に怒りをぶつけ小に掴み掛かる谷だったが、趙の取り成しもあり、墓の前でくずおれる。
谷は旧鉱山に向かうと、自分の力だけで部下たちの遺体を掘り出そうと、危険も顧みず鉱山を掘り始める。鉱山の監督や労働者たちに何度も制止されるがそれを無視し黙々と掘り続ける谷に、周囲も止めさせる事を諦める。そのまま数ヶ月が経ち、鉱山の一角に小屋を立ててなお掘り進めるていた谷の下へ、桂琴がある知らせを持ってやってくる。それは、第9中隊の兵士47名を「烈士」と認定する文書だった。そして――。

## キャスト
- 谷子地 （グー・ズーティ、2師団139連隊3大隊9中隊 中隊長）： 張涵予 （チャン・ハンユー）
- 趙二斗 （チャオ・アルドゥ、砲兵中隊 中隊長）： 鄧超 （ドン・チャオ）
- 王金存 （ワン・ジンツン、9中隊 代理政治指導員）： 袁文康 （ユエン・ウエンカン）
- 孫桂琴 （スン・グイチン、王金存の妻）： 湯嬿 （タン・ヤン）
- 焦大鵬 （ジアオ・ダーポン、9中隊1小隊 小隊長）： 廖凡 （リャオ・ファン）
- 姜茂財 （ジアン・マオツァイ、9中隊 狙撃手）： 王宝強 （ワン・ バオチアン）
- 劉澤水 （リウ・ゾーシュイ、139連隊 連隊長）： 胡軍 （フー・ジュン） ※特別出演
- 指導員 （9中隊 政治指導員）： 任泉 （レン・チュアン） ※特別出演

### 吹き替え
- グー・ズーティ：咲野俊介
- チャオ・アルドゥ：坂詰貴之
- リウ・ゾーシュイ：相沢正輝
- ワン・ジンツン：鈴木正和
- スン・グイチン：上田真紗子
- ジァオ・ダーボン：丸山壮史
- ジアン・マオツァイ：奥田啓人
- ルオ・グアンティアン：飯島肇
- その他の声の吹き替え：高瀬右光／嵜本正和／寺本匡利／鈴木一敦／三宅貴洋／大倉彩／高橋大介／山下章／杉山進吾／東和良／小林美穂／藤田周

## 記録
- 2007年度中国国産映画興行収入第2位[1]
- 2008年第17回中国金鶏百花奨4部門（作品、監督、主演男優、助演男優）受賞[2]
- 2008年第45回台湾金馬奨2部門（主演男優、脚色）受賞[3]
- 2007年釜山国際映画祭オープニング上映
- 2008年東京国際映画祭特別招待上映

## 日本語訳の問題点
中国軍の指揮系統名称（詳細は中国人民解放軍陸軍#指揮階梯の項及び参考文献を参照）を、日本劇場公開時は劇中の字幕やパンフレット、宣伝等で部隊単位の「連」を「連隊」と訳し「師」「団」「営」はそのままの表記とした為、部隊全体の規模に矛盾が生じる結果となっていたが、DVD版字幕では主人公の所属する「第2師第139団第3営第9連」は「第2師団第139連隊第3大隊第9中隊」と改訳された。